# 吴孟超院士馆
吴孟超院士馆是一座展示中国科学院院士吴孟超生平事迹的纪念建筑，位于吴孟超的家乡福建省闽清县云龙乡后垅村，2018年开始建设，2020年10月18日落成开放，2023年入选第二批福建省科学家精神教育基地。

## 建筑

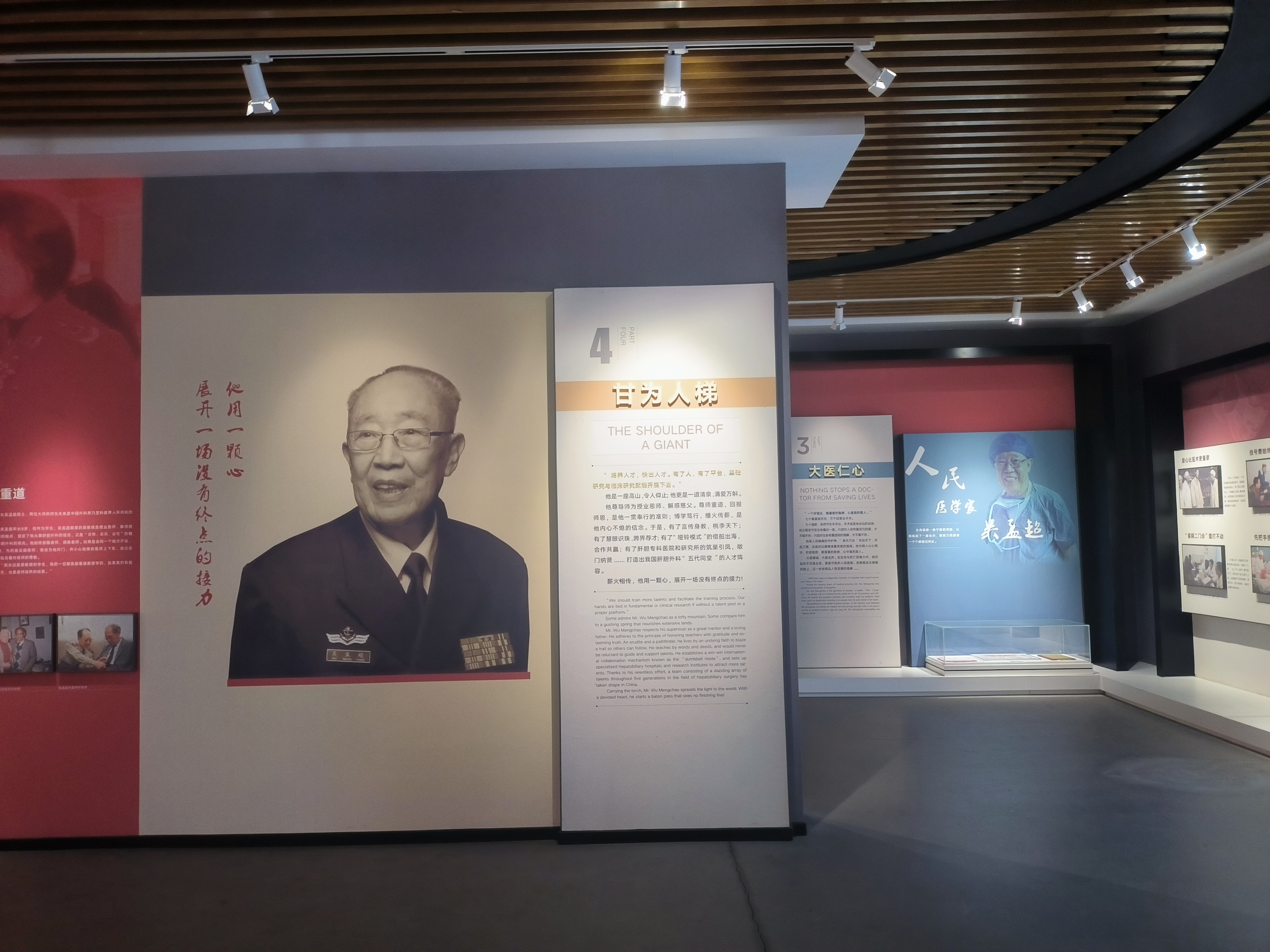
吴孟超院士馆第三、第四章节的展厅

吴孟超院士馆占地6659平方米，建筑面积2050平方米，展陈面积1350平方米，外观设计上使用白墙、灰瓦和马鞍墙，主要借鉴苏州园林风格，也融合了后垅当地的建筑艺术。馆内分为入口形象展示厅、序厅、主厅、上星馆（指以吴孟超命名的小行星17606）、荣誉陈列厅和文创展厅，依照吴孟超生平经历，展厅主题章节依次为“励志报国、勇攀高峰、大医仁心、甘为人梯、回报乡梓”。

## 历史

### 背景
吴孟超院士是中国肝脏外科的开拓者和主要创始人之一，被誉为“中国肝胆外科之父”。他为中国大陆培养了大量肝胆外科医师和学科骨干，2011年，中共中央决定开展向吴孟超学习的活动。2013年，闽清县有关部门历时一年在闽清县文化馆建设了“吴孟超院士先进事迹展示馆”，用于开展向吴孟超精神学习的相关活动，该馆列入闽清县级爱国主义教育基地。2018年，中共闽清县委和闽清县人民政府决定在云龙乡后垅村的吴孟超旧居进一步建设吴孟超院士馆，作为当地医疗卫生系统的培训基地和吴孟超精神的学习场所。

### 落成与开放
2020年10月18日，在吴孟超98岁时，吴孟超院士馆正式落成开放，闽清县人民政府在当天举行了开馆仪式，并邀请吴孟超的亲属、学生和市县领导、国内部分医疗专家参加。开馆当日，馆前广场举行了义诊活动，来自上海东方肝胆外科医院、同济大学附属同济医院、福建医科大学孟超肝胆医院等院的专家赴现场为群众举行义诊。
2021年5月22日吴孟超去世后，院士馆设立了吊唁厅，以供奔赴吴孟超故里的吊唁人士悼念。